# Vänskapsförbundet Sverige–Taiwan
Vänskapsförbundet Sverige-Taiwan är en svensk förening bildad 1997 av bland andra Per Ahlmark, som arbetar för att främja vänskapen mellan Sverige och Taiwan.